# علي عبد الزهرة
علي عبد الزهرة (من مواليد 1 يوليو 1953 في البصرة ) هو مدرب ولاعب كرة قدم عراقي دولي سابق، لعب مع منتخب العراق لكرة القدم عام 1977 وسجل هدفًا في شباك إندونيسيا، كما لعب لنادي الميناء.

## الأهداف الدولية
عشرات ونتائج قائمة أهداف العراق أولا.
| #  | تاريخ         | مكان                                 | الخصم     | نتيجة | نتيجة | منافسة                 |
| -- | ------------- | ------------------------------------ | --------- | ----- | ----- | ---------------------- |
| 1. | 17 يوليو 1977 | ملعب كوالالمبور، كوالالمبور، ماليزيا | إندونيسيا | 2 –0  | 2-0   | 1977 بيستابولا ميرديكا |

## الإنجازات

### محليًا
الميناء
- الدوري العراقي الممتاز 1977–78 : للابطال

### دولياً
العراق
- بطولة مرديكا 1977: الوصيف.[2]

## روابط خارجية
- قاعدة بيانات لاعبي المنتخب العراقي